# Дамбанкане
Дамбанкане (фр. Dembancané) — город и коммуна на северо-востоке Сенегала, на территории области Матам. Входит в состав департамента Канель.

## Географическое положение
Город находится в восточной части области, на левом берегу реки Сенегал, вблизи границы с Мавританией, на расстоянии приблизительно 497 километров к востоку-северо-востоку (ENE) от столицы страны Дакара. Абсолютная высота — 8 метров над уровнем моря.

## Население
По оценочным данным Национального агентства статистики и демографии Сенегала (Agence nationale de la statistique et de la démographie) численность населения Дамбанкане в 2010 году составляла 4142 человек, из которых мужчины составляли 50,8 %, женщины — соответственно 49,2 %.

## Транспорт
Ближайший аэропорт находится в городе Бакель.